# スコット・モリソン (政治家)
スコット・ジョン・モリソン（英語: Scott John Morrison 、1968年5月13日 - ）は、オーストラリアの政治家。第30代オーストラリア首相、オーストラリア自由党党首。愛称はスコモ（ScoMo）。

## 来歴

### 生い立ち
1968年5月13日、ニューサウスウェールズ州・シドニーのウェイヴァリーで誕生し、母のマリオン（旧姓・スミス）と父のジョン・モリソンとの間に誕生した次男。ジョンは、16年間ウェイヴァリー市議会で勤務した警察官で、短い間市長も務めた。また、モリソンの母方の祖父は、ニュージーランドで誕生した。
幼少期はブロンテ郊外で育った。子供の頃に俳優としての短いキャリアを持ち、いくつかのテレビコマーシャルに出演した。シドニー男子高等学校を卒業後、ニューサウスウェールズ大学で応用経済地理学の学士号を成績優秀プログラム(Honours degree)で修めた。

### 大学卒業後
大学を卒業した後、1989年から1995年まで、オーストラリア不動産評議会の国家政策研究の責任者を務めた。その後観光業に携わり、オーストラリア観光特別委員会の長官代理と観光評議会のジェネラルマネージャーを歴任した。1998年にニュージーランドへ移住し、新設された観光スポーツ局の局長に就任した。そこで当時観光担当大臣であったマーレイ・マッカリーと親密な関係を築いた。

### 政界進出
2000年4月、ニューサウスウェールズ州の自由党の責任者になるためにオーストラリアに戻った。2001年と2003年の国政選挙で、党の選挙運動を取り仕切った。2004年、その役職を降り、ジョン・ハワード政権下に創設された観光局の初代局長に就任した。しかし、2006年にフラン・ベイリー観光担当大臣との闘争に敗れ解任される。

### 野党時代 (2007–13)
議員を務めていたブルースベアードの辞職後の2007年に自由党の予備選挙を求めて実施されたが、結局マイケル・トゥークに敗れて党の公認候補になれなかった。
しかしトゥークに経歴詐称などの不正の疑惑が浮上したため党執行部は予備選挙のやり直しを決定し、これにモリソンは勝利した(疑惑は誤報だった)。
2008年には住宅や地方自治体担当の影の大臣（影の内閣）に任命された。翌年には影の移民・市民権大臣に就任してリーダーシップを発揮した。ターンブルやアボットといった次期首相に才能を買われた。

### アボット政権(2013–15)

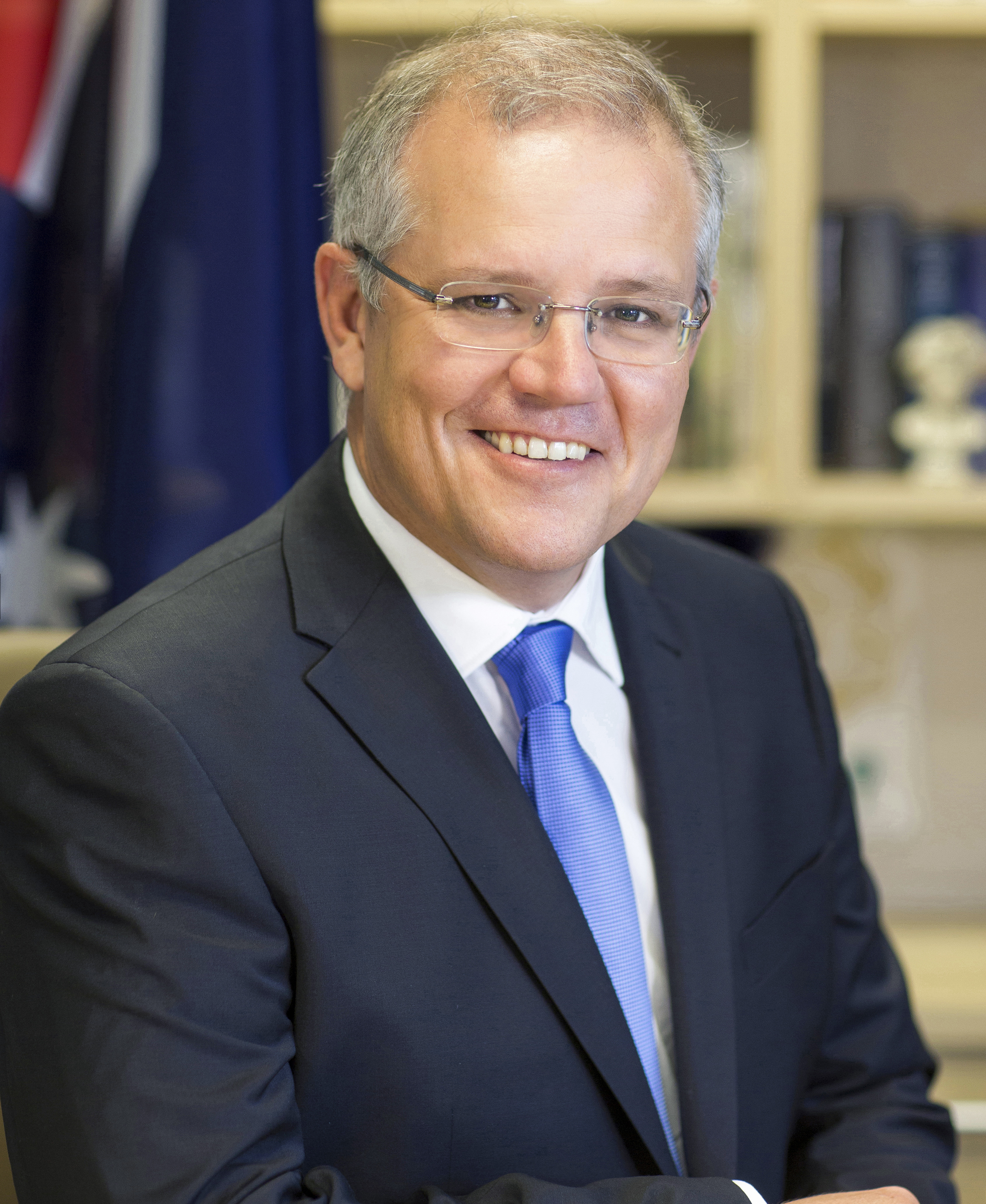
2014年のモリソン

2013年9月18日に発足したとにトニー・アボット新政権の意向で不法移民対策など国境管理を担当するOperation Sovereign Bordersの設立に携わった。2018年に明らかになった行政文書には、モリソンが700人程度の難民を受け入れる緩和策を求めていたことが判明した。しかし難民の受け入れ縮小を目指すなど寛容なわけではなかった。
移民・市民権大臣に就任し、メディアへの露出度も高まった。しかし大臣時代は発言等でメディアやジャーナリスト、他の議員からの批判にさらされた。2014年にオーストラリア人権委員会からは、難民申請者やその子供が劣悪な環境に置かれている状況にモリソンが対策を講じていないとして非難された。
2014年12月23日内閣改造では社会福祉大臣に横滑りする形で再入閣した。
2015年3月にはモリソンの母校であるシドニー男子高等学校の卒業生約300人から、同校の行事への出席に抗議する文書が送られた。モリソンは参加を見送らざるを得なかった。

### ターンブル政権(2015–18)
ターンブル政権でも引き続き社会福祉大臣を務めていたが、2015年9月にジョー・ホッキーの後任として財務大臣に任命された。財務大臣就任後最初の記者会見では、政府支出削減に注力する姿勢と、税制改革を計画通り進むという認識を示した。
2016年に提出されたオーストラリア連邦国家予算には、租税回避に対応するため、いわゆるグーグル税が含まれていた。
2017年2月には下院で石炭を抱えながら演説し、石炭が及ぼす環境への影響が少ないことを主張した。
モリソンは同性婚の合法化に否定的で、多方面から批判された。オーストラリア婚姻法郵送調査オーストラリア婚姻法郵送調査の後、婚姻法を改正して、非伝統的な結婚について議論する場合保護者が子供を授業から退席させられるようにすることを提案した。しかしこの改正案は通らなかった。
2017年12月、政府は銀行・退職年金および金融サービスの不正のための王立委員会を設立した。だがモリソンは必要ないとして委員会設立に反対していた。

### 首相時代(2018-22)
2018年8月21日に実施されたオーストラリア自由党党首選挙にて現職のターンブルが再選されたものの党内の混乱が収まらず、24日になって党首選挙の再選挙を実施。モリソンも出馬し、決選投票でピーター・ダットン内相を45対40で下し党首に当選し、同日首相に就任。2019年5月18日投開票の総選挙では直前まで劣勢が伝えられていたものの、代議院（下院）は与党連合が優勢となり、野党・労働党のビル・ショーテン党首が敗北宣言し、モリソンの首相続投が決まった。2022年5月21日の総選挙で与党連合は敗北し、モリソンは5月23日に首相を退任した。
2022年8月16日、労働党所属のアンソニー・アルバニージー首相は、モリソンが首相在任中に保健相や金融相といった5閣僚の権限を非公表のまま掌握していたと明らかにした。自身の役割をモリソンが掌握したことを認識していない閣僚もいたという。アルバニージー首相は、モリソンが2020年3月に保健相と財政相、2021年5月に内務相と財務相、同年4月に資源相のポストを兼務するようになったと明らかにした。同日、モリソンは「新型コロナウイルス下で政府を継続させ、強固な行政体制を確立する必要があった」との声明を出した。

## 政治的立場
モリソンの政治立場は保守的とされている、
立憲君主制の声高な支持者であり、共和制導入を掲げていたマルコム・ターンブル前首相の政策に抵抗していた。また、同性婚に対する批判や、難民の受け入れに反対など元首相のジョン・ハワードを思わす様な白豪主義的かつ物議を醸す発言と政策で、国内外から差別主義者と批判される事がある。
2021年5月にモリソンは難民を無期限拘留にもかかわらず、オーストラリアの移民収容施設に終身収容することを認める法律を可決した。
対中姿勢としてはタカ派と見なされている。

## 私生活
モリソンは16歳の時に、同い年のジェニー・ウォーレンと交際を始めた。2人は21歳だった1990年1月14日に結婚し、娘を2人もうけた。18年間にわたって複数回の体外受精に失敗した後、モリソン夫妻の娘たちは自然妊娠で生まれた。モリソンの娘たちは独立系のバプティスト・スクールに通っている。モリソンは学校を選択した理由の1つは、『娘たちに他者の価値観が課されること』を避けるためであると述べた。
モリソンはオーストラリア長老派教会の信仰で育った。後にペンテコステ派信徒となり、現在はサザランドにあるホライゾン・チャーチに出席している。モリソンは『聖書は政治のハンドブックではありません。聖書と政治をあたかも同じ1つのものとして人が扱うことを、私は非常に憂慮しています。』と述べている。
モリソンは、オーストラリア初のペンテコステ派信徒の首相である。